# دردلاک

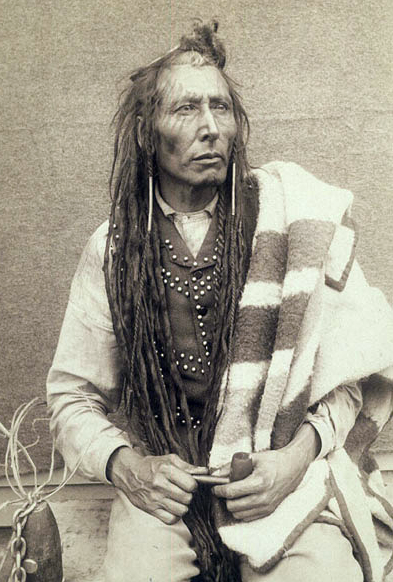
پوندمیکر، رئیس قبیلهٔ کری، با موی مجعد، سال ۱۸۸۵

دردلاک (به انگلیسی: Dreadlocks) (با نام‌های dreads و locs نیز شناخته می‌شود) نوعی مدل مو می‌باشد که در آن موها رشته‌هایی شبیه طناب به‌هم گره می‌خورند و حالت بافته و قفل‌شده پیدا می‌کنند. دردلاک‌ها ممکن است به‌طور طبیعی در موهای بسیار مجعد تشکیل شوند، یا با بهره‌گیری از تکنیک‌هایی نظیر پیچاندن، شانه‌زدن معکوس، یا استفاده از قلاب، به‌طور مصنوعی ایجاد گردند.
این مدل مو در بین مردمان آفریقا و آفریقایی تباران رواج بسیاری دارد.